# 竹席行街
竹席行街，又作筐行街，位於河內古街區。法國殖民時期的法語名爲Rue Takou。竹席行街的名字從1945年使用至今。

## 位置
竹席行街位於河內市還劍郡行马坊。為南北方向道路，長度為0.4公里。